# Dzibilchaltún (Mérida)
Dzibilchaltún es una pequeña localidad situada 22 km al norte de la ciudad de Mérida, capital del estado de Yucatán, México. Es una subcomisaría en la organización político administrativa del municipio de Mérida. 
Se encuentra dentro de un área considerada Parque Nacional (decretado en 1987) que contiene uno de los sitios arqueológicos más importantes de la cultura maya precolombina. Se trata de un yacimiento que fue habitado en el norte de la península de Yucatán por los mayas desde el periodo preclásico (500 a de C). Dentro del sitio arqueológico hay un pequeño e interesante museo de la civilización maya.

## Toponimia
El nombre (Dzibilchaltún) significa en lengua maya lugar de escrituras sobre piedras planas. 

## Localización
La localidad de Dzibilchaltún se ubica a 22 kilómetros al norte del centro de la ciudad de Mérida, al oriente de la autopista (Carretera Federal 261) que conduce de Mérida al puerto de Progreso.

## Las haciendas en Yucatán
Dentro de la localidad se encuentra también el casco de una vieja hacienda henequenera, actualmente abandonado.
Las haciendas en Yucatán fueron organizaciones agrarias que surgieron a finales del siglo XVII y en el curso del siglo XVIII a diferencia de lo que ocurrió en el resto de México y en casi toda la América hispana, en que estas fincas se establecieron casi inmediatamente después de la conquista y durante el siglo XVII. En Yucatán, por razones geográficas, ecológicas y económicas, particularmente la calidad del suelo y la falta de agua para regar, tuvieron una aparición tardía.
Una de las regiones de Yucatán en donde se establecieron primero haciendas maiceras y después henequeneras, fue la colindante y cercana con Mérida. A lo largo de los caminos principales como en el "camino real" entre Campeche y Mérida, también se ubicaron estas unidades productivas. Fue el caso de los latifundios de Hacienda Yaxcopoil, Xtepén, Uayalceh, Temozón, Itzincab y San Antonio Sodzil.
Ya en el siglo XIX, durante y después la llamada Guerra de Castas, se establecieron las haciendas henequeneras en una escala más amplia en todo Yucatán, particularmente en la región centro norte, cuyas tierras tienen vocación para el cultivo del henequén.
En el caso de Dzibichaltún, al igual que la mayoría de las otras haciendas, dejaron de serlo, con peones para el cultivo de henequén, para convertirse en un ejido, es decir, en una unidad colectiva autónoma, con derecho comunitario de propiedad de la tierra, a partir del año 1937, después de los decretos que establecieron la reforma agraria en Yucatán, promulgados por el presidente Lázaro Cárdenas del Río. El casco de la hacienda permaneció como propiedad privada.

## Demografía
Según el censo de 2005 realizado por el INEGI, la población de la localidad era de 156 habitantes, de los cuales 77 eran hombres y 79 eran mujeres.
| 119                         | ? | 104 | 90 | 34 | 37 | 75 | 100 | 119 | 133 | 152 | 158 | 156 |
| (Fuente: INEGI [Consultar]) |   |     |    |    |    |    |     |     |     |     |     |     |

## Galería

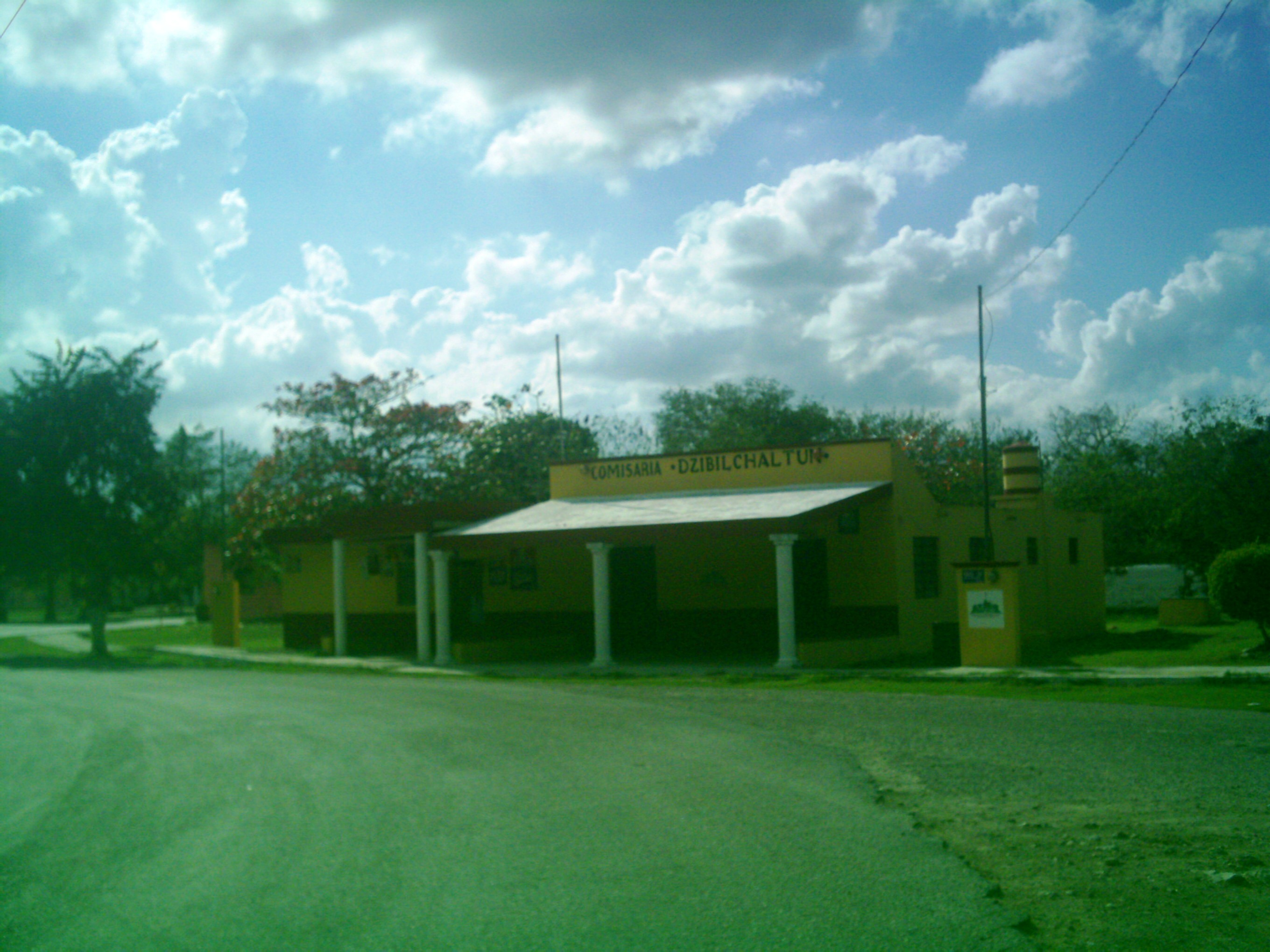
Casa comisarial de Dzibilchaltún.
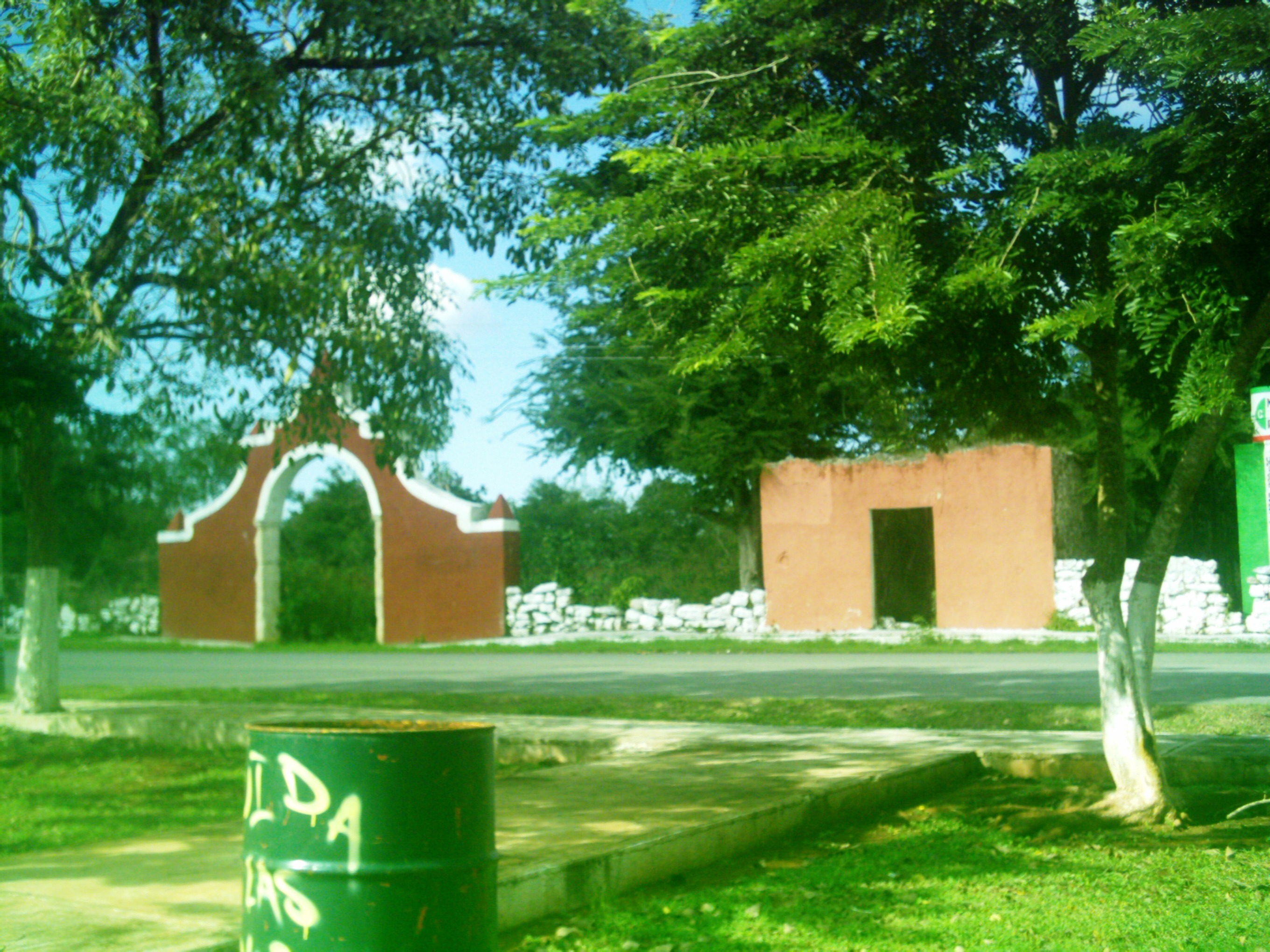
Vista de la hacienda Dzibichaltún.
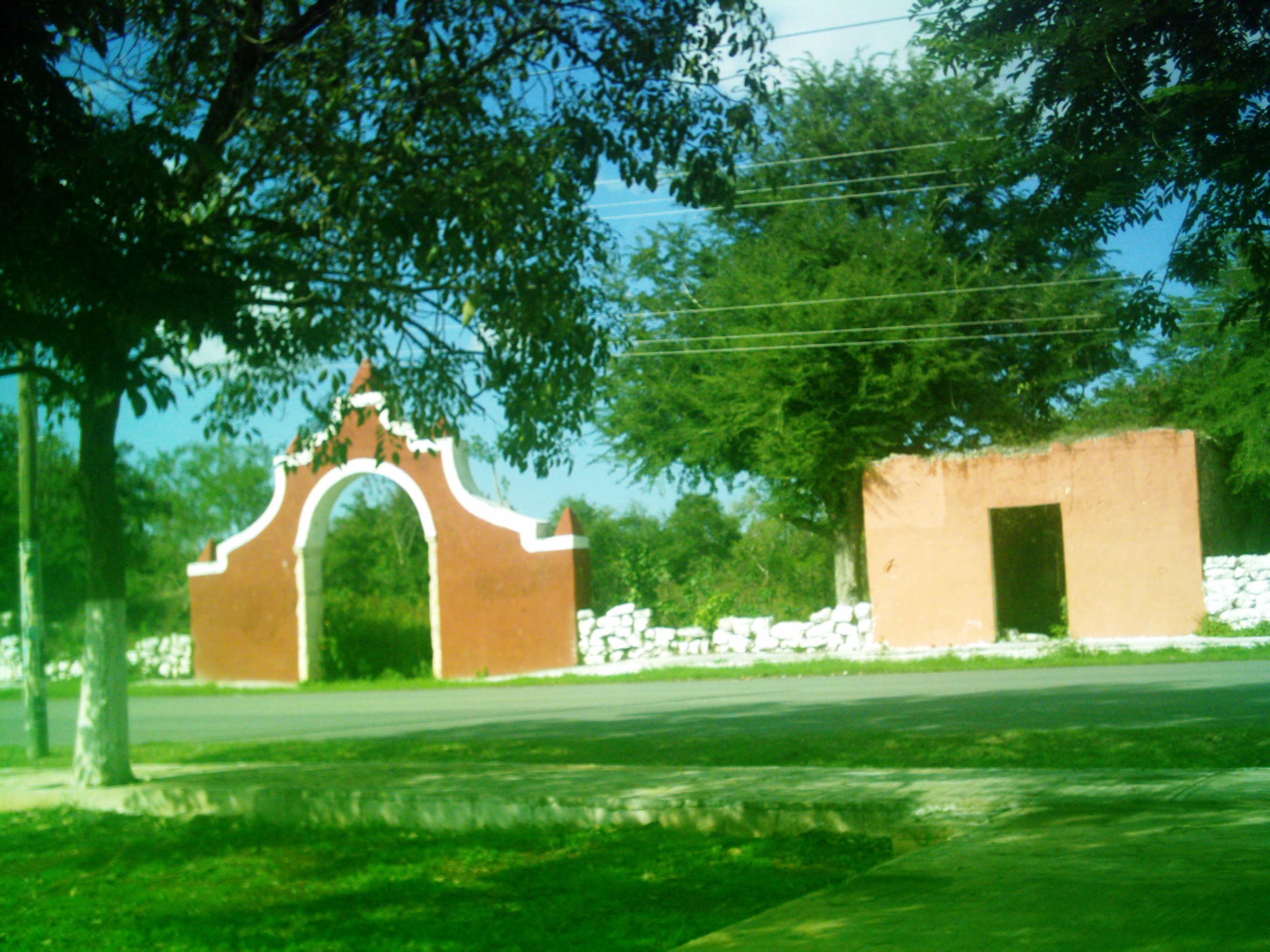
Vista de la hacienda Dzibichaltún.
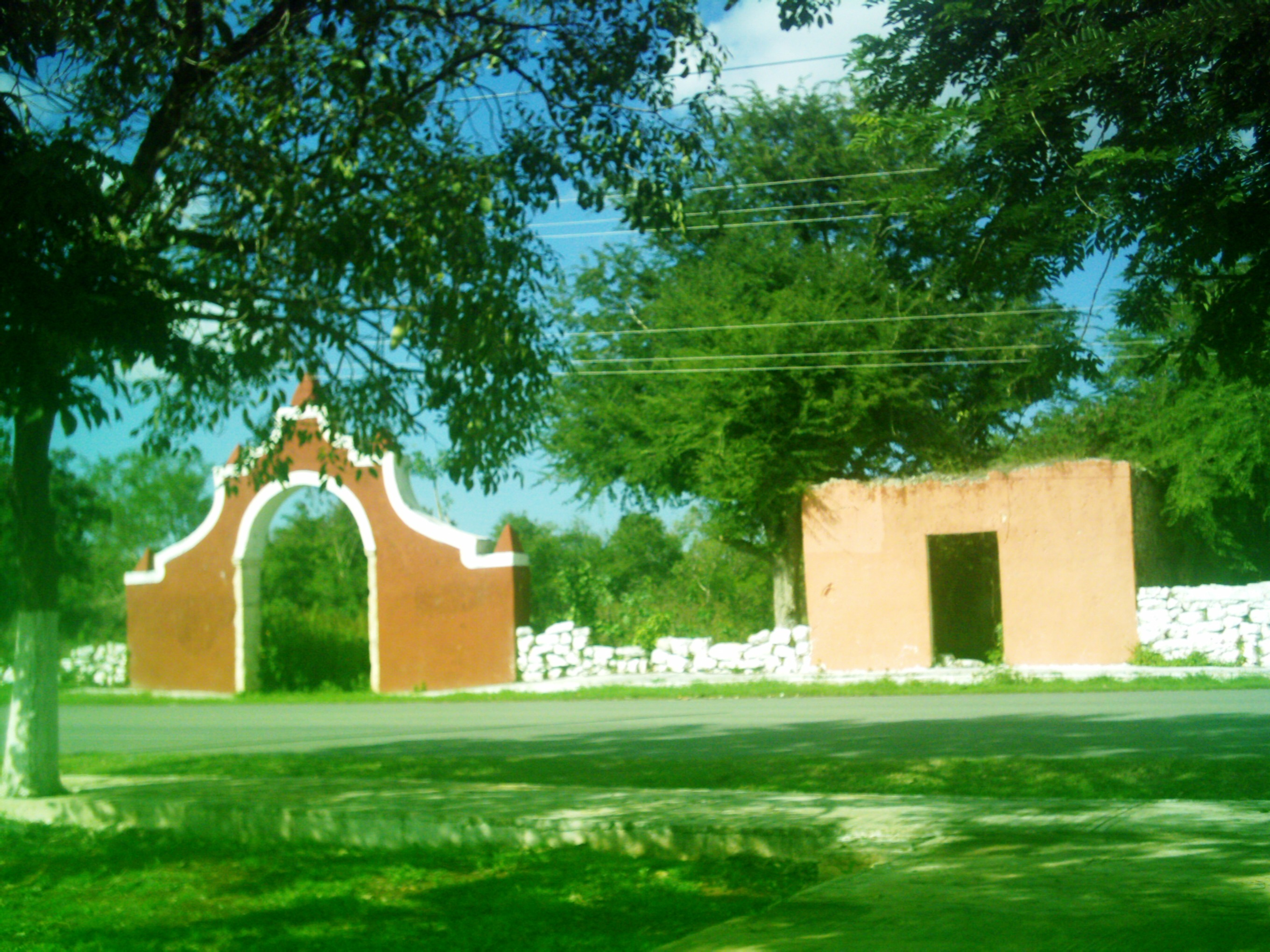
Vista de la hacienda Dzibichaltún.
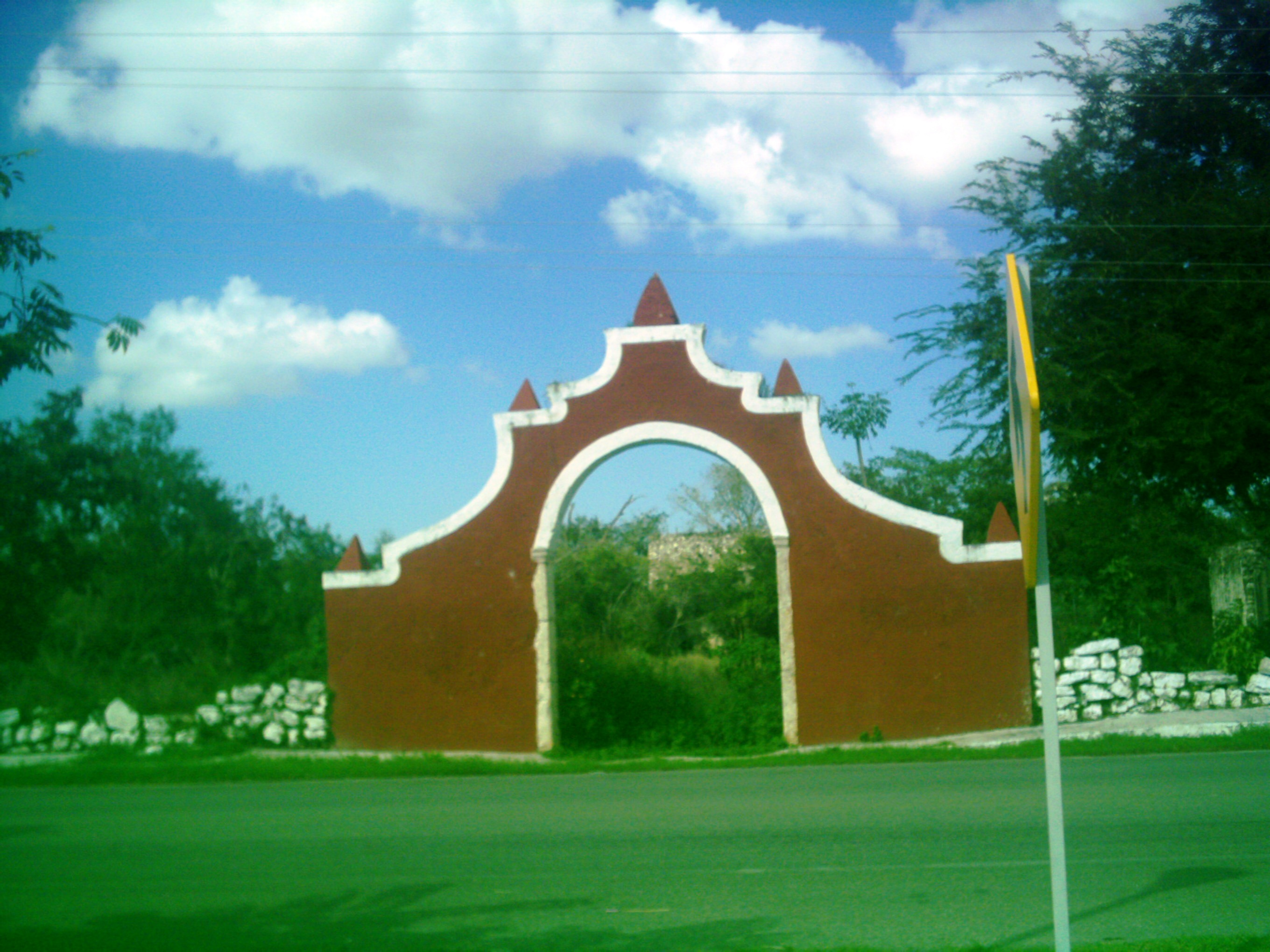
Vista de la hacienda Dzibichaltún.
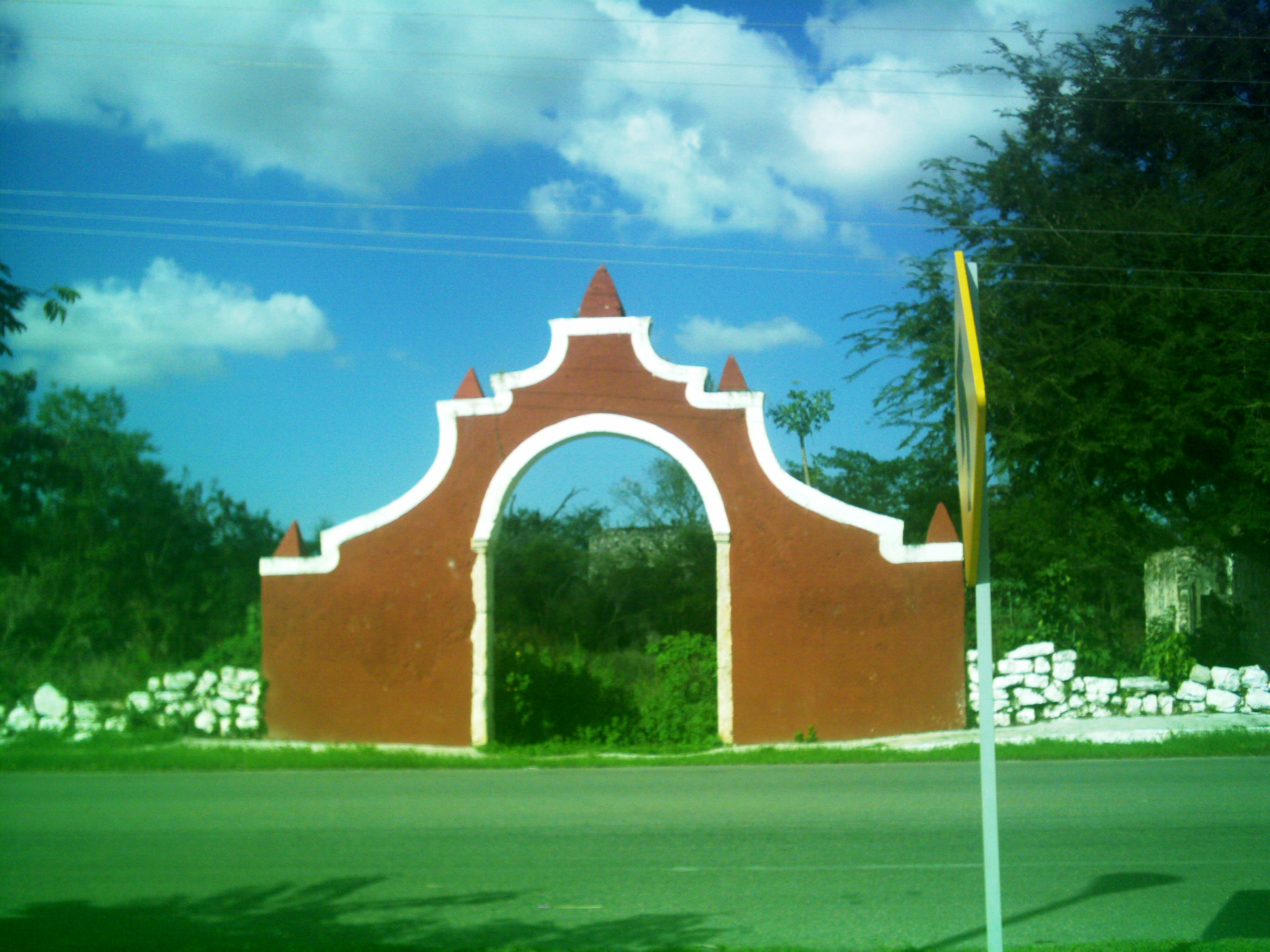
Vista de la hacienda Dzibichaltún.
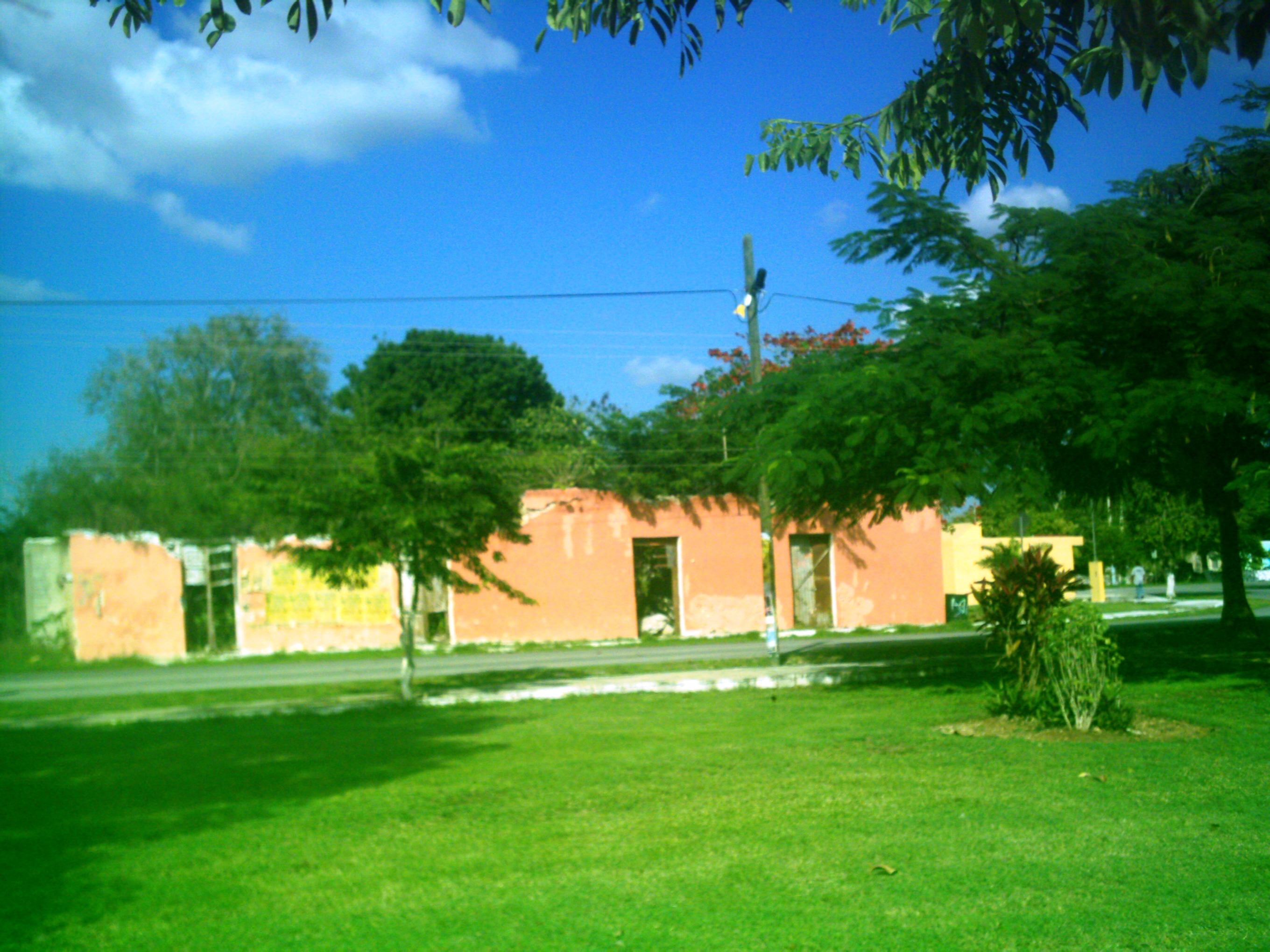
Vista de la hacienda Dzibichaltún.
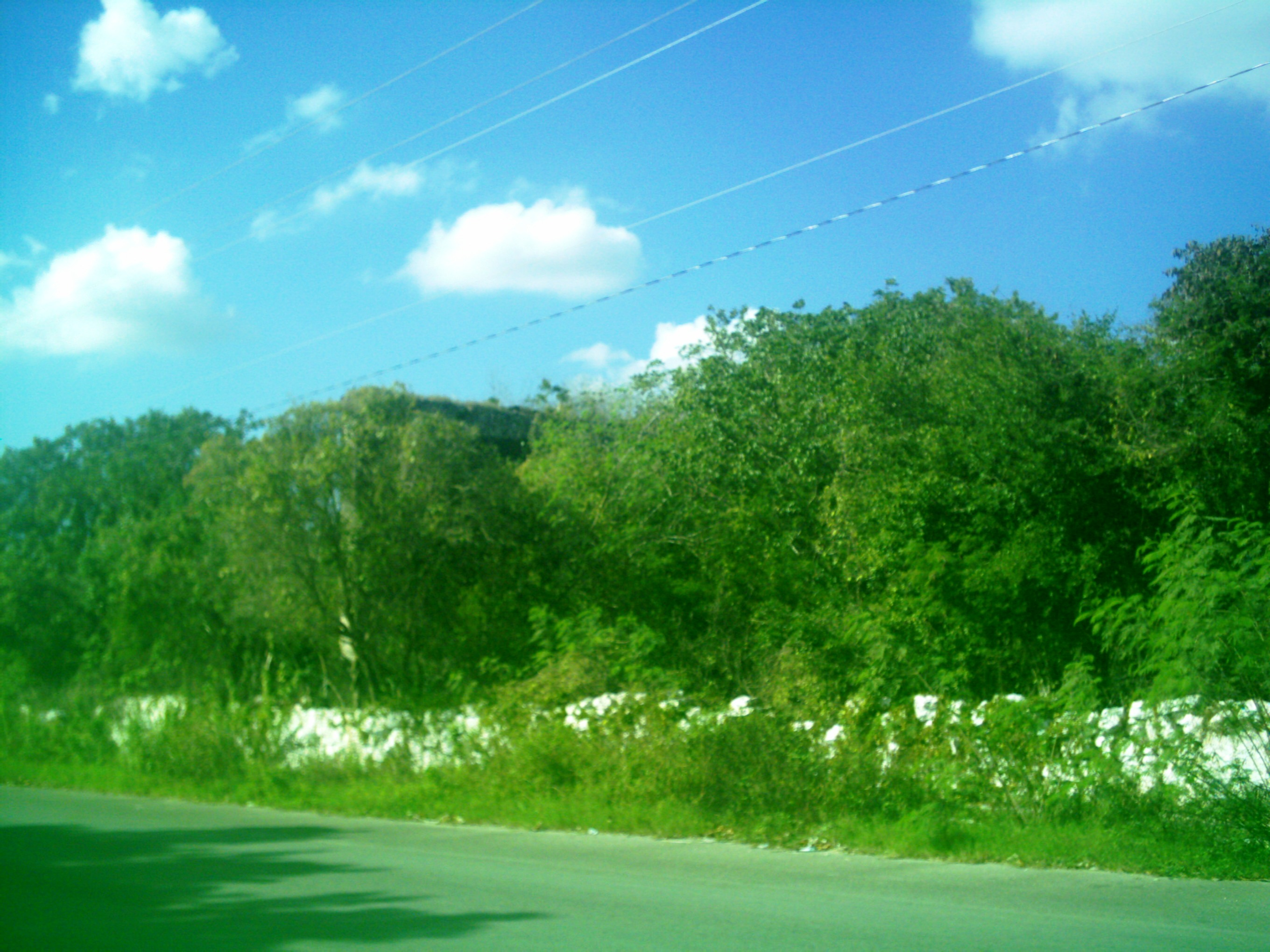
Vista de la hacienda Dzibichaltún.
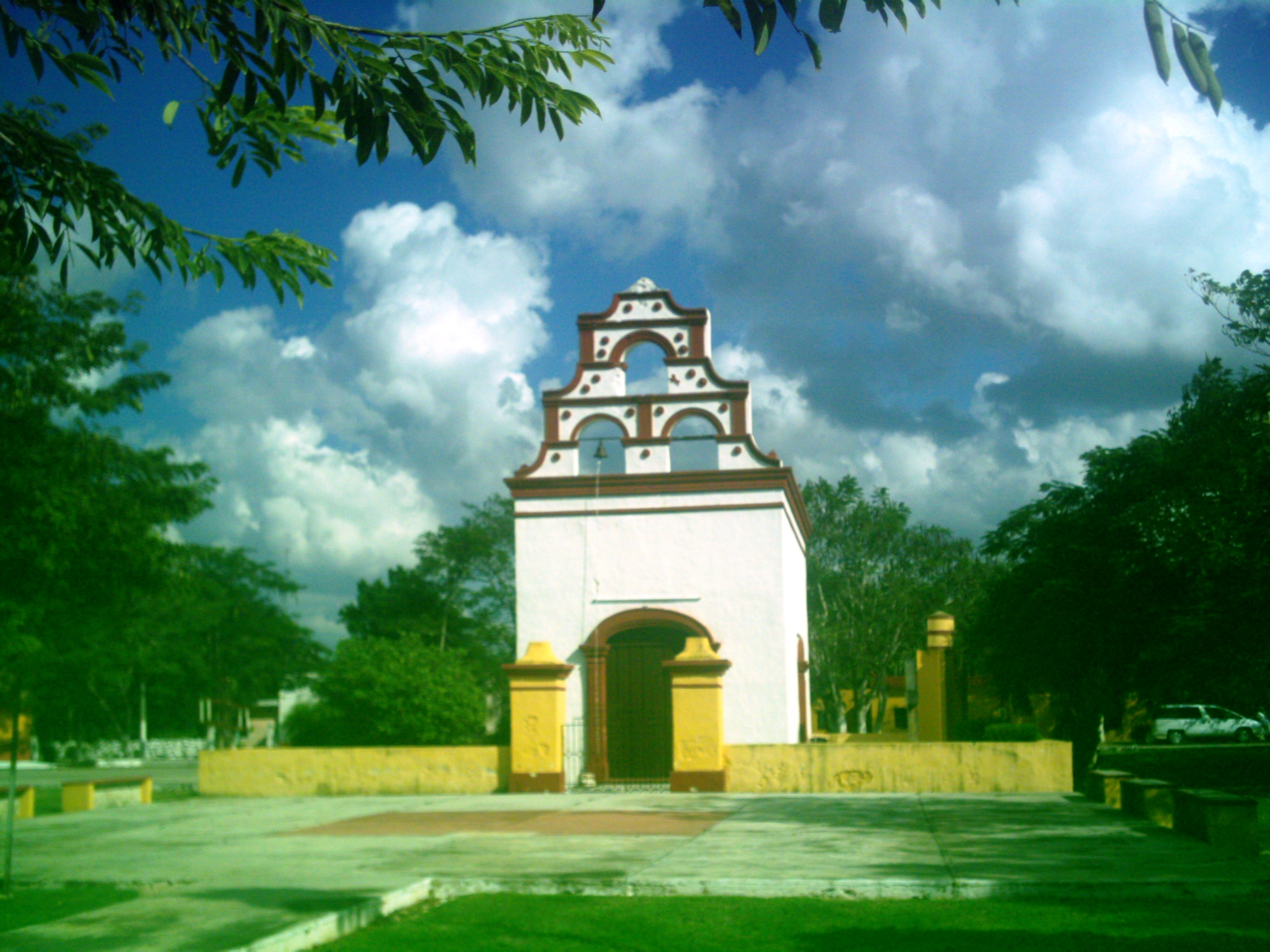
Iglesia de la hacienda Dzibilchaltún.
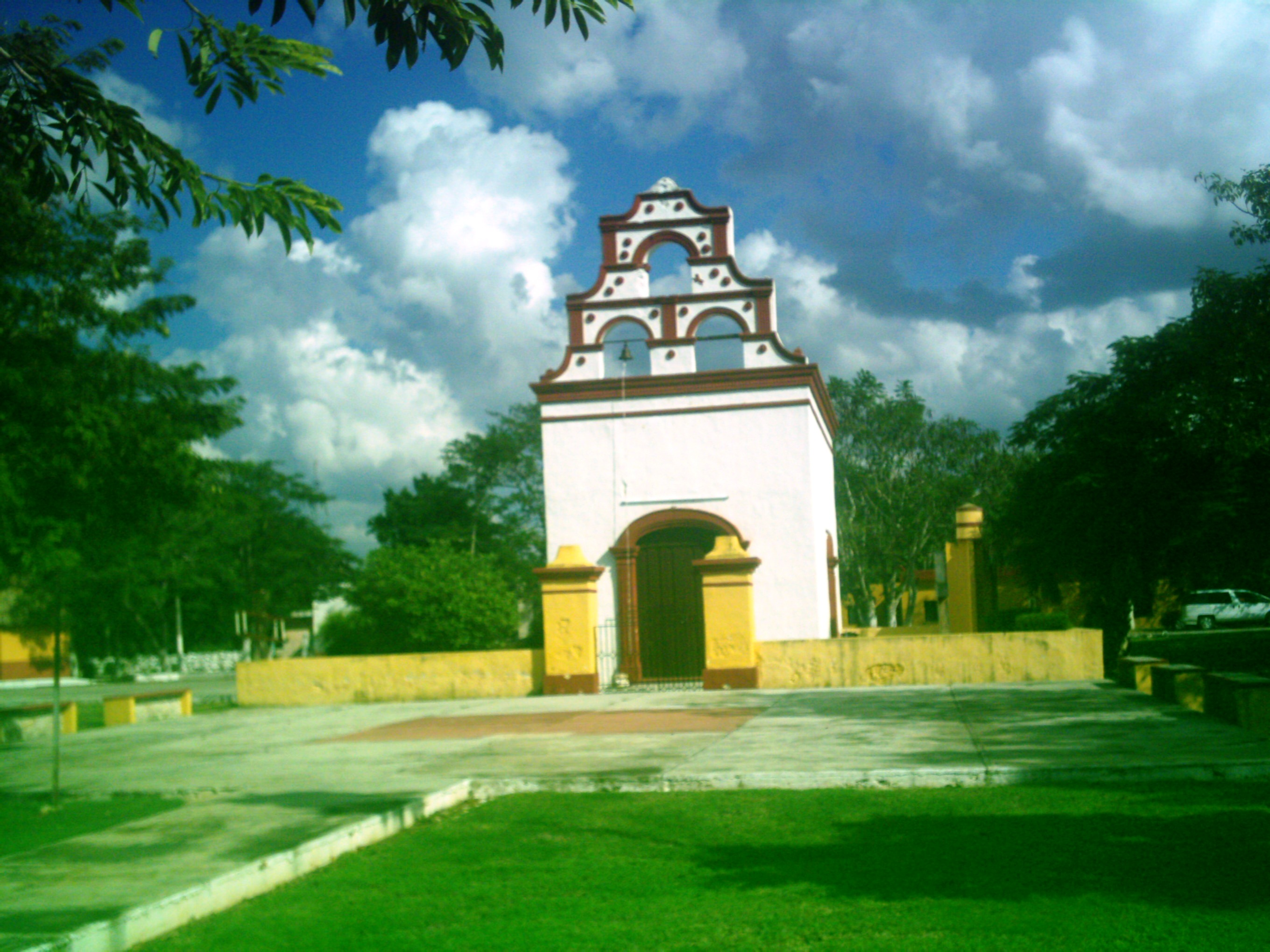
Iglesia de la hacienda Dzibilchaltún.
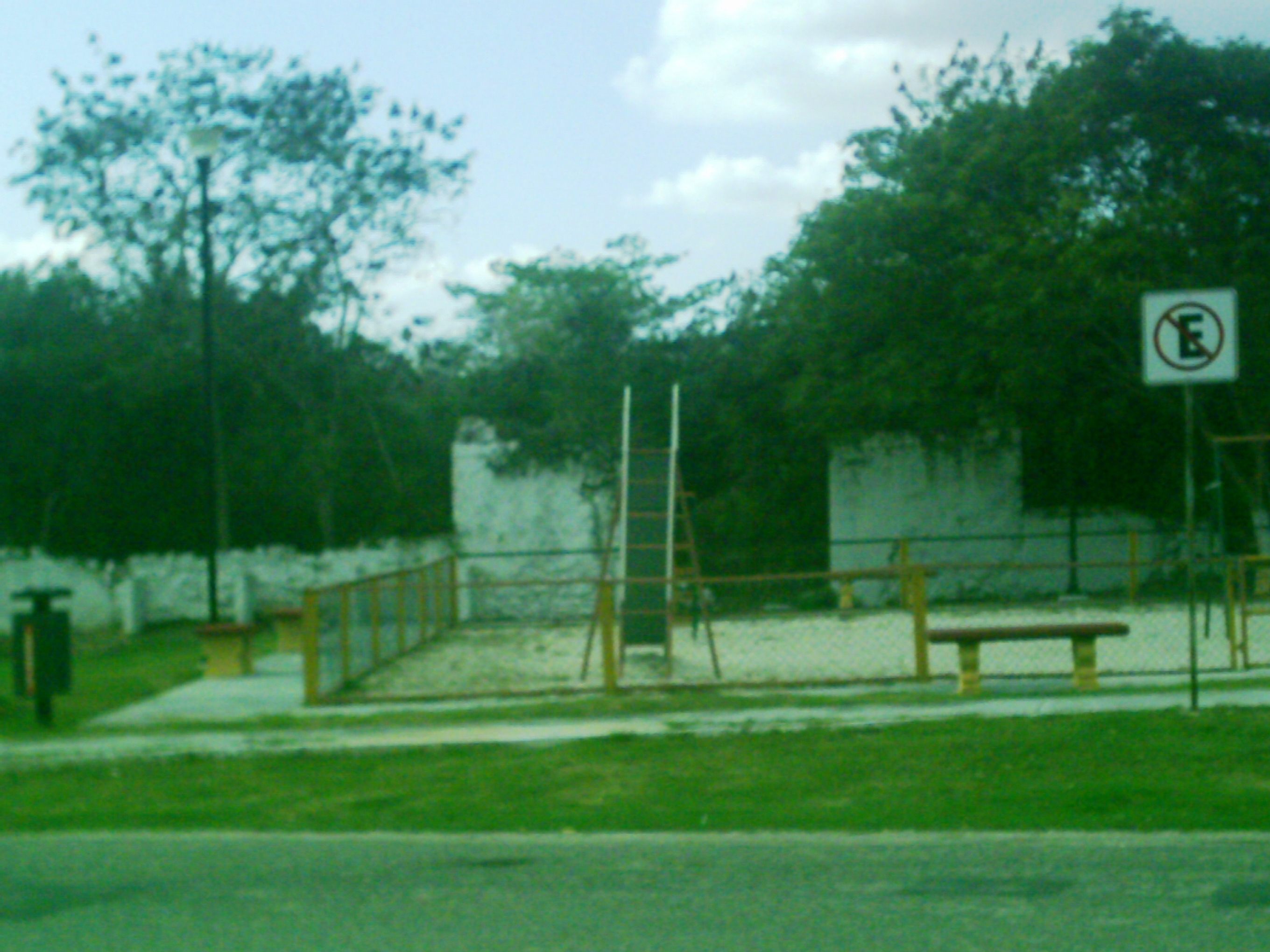
Parque principal de Dzibilchaltún.